# 細川忠康
細川 忠康（ほそかわ ただやす、1890年（明治23年）12月1日 - 1958年（昭和33年）12月7日）は、日本の陸軍軍人。最終階級は陸軍中将。

## 経歴
鳥取県出身。大阪陸軍地方幼年学校、中央幼年学校を経て、1912年（明治45年）5月28日、陸軍士官学校（24期）を卒業。同年12月、砲兵少尉に任官し野戦砲兵第3連隊付となる。陸軍砲工学校高等科を卒業し、1923年（大正12年）11月、陸軍大学校（第35期）を卒業した。
野戦砲兵第2連隊中隊長、陸軍野戦砲兵学校教官などを経て、1927年（昭和2年）7月から1929年（昭和4年）9月までフランスに駐在した。帰国後、野戦砲兵学校教官を経て、1931年（昭和6年）11月、陸大専攻学生となる。1932年（昭和7年）4月、陸大教官に就任し、次いで野戦砲兵学校教官となり、1935年（昭和10年）12月、砲兵大佐に昇進。野戦砲兵第26連隊長を経て、1939年（昭和14年）3月、陸軍少将に進級し砲兵監部付となる。
1940年（昭和15年）3月、野戦重砲兵第1旅団長に発令され、第3砲兵団長を経て、第8砲兵司令官となり、1941年（昭和16年）10月、陸軍中将となり太平洋戦争を迎えた。1943年（昭和18年）3月、第59師団長に親補され、中国に出征し済南に駐屯した。1945年（昭和20年）3月、第43軍司令官に発令され、済南で終戦を迎え、1947年（昭和22年）12月に復員した。
1948年（昭和23年）1月31日、公職追放仮指定を受けた。

## 栄典
位階
- 1913年（大正2年）2月20日 - 正八位[2]

勲章
- 1940年（昭和15年）8月15日 - 紀元二千六百年祝典記念章[3]